# Manasa
Manasa è una suddivisione dell'India, classificata come nagar panchayat, di 22.622 abitanti, situata nel distretto di Neemuch, nello stato federato del Madhya Pradesh. In base al numero di abitanti la città rientra nella classe III (da 20.000 a 49.999 persone).

## Geografia fisica
La città è situata a 24° 28' 60 N e 75° 9' 0 E e ha un'altitudine di 438 m s.l.m..

## Società

### Evoluzione demografica
Al censimento del 2001 la popolazione di Manasa assommava a 22.622 persone, delle quali 11.580 maschi e 11.042 femmine. I bambini di età inferiore o uguale ai sei anni assommavano a 3.196, dei quali 1.672 maschi e 1.524 femmine. Infine, coloro che erano in grado di saper almeno leggere e scrivere erano 15.326, dei quali 8.974 maschi e 6.352 femmine.